# Даналіт
Даналіт (рос. даналіт; англ. danalite; нім. Danalith m) — мінерал групи ізометричних каркасних берилосилікатів.

## Історія та етимологія
Вперше Даналіт був виявлений у граніті біля Рокпорт в штаті Массачусетс, США і описаний у 1866 році американським хіміком Джосайя П. Куком (молодшим), який назвав мінерал на честь американського мінералога Джеймса Дана (1813–1895).
Типовий зразок мінералу знаходиться в Гарвардському університеті в Кембриджі, штат Массачусетс (каталог-N.R 85384) та Національному музеї природної історії у Вашингтоні, D.C. у США (каталог № 124353), а також у Музеї природної історії в Лондоні, Англія (каталог № 1976,422).

## Загальний опис
Хімічна формула: (Fe, Mn, Zn)4 [BeSiO4]3S. Містить до 13,4 % ВеО і 51,4 % FeO. Домішки Mn, Zn, Al до 4,2 %.
Крайній Fe2+-утримуючий член ізоморфного ряду гельвін — даналіт — ґентгельвін.
Сингонія кубічна.
Твердість 5,5-6. Густина 3,3-3,4. Колір сірий, жовтуватий, червоно-коричневий. Блиск скляний.
Трапляється в ґрейзенах із гельвіном, гематитом, кварцом, флюоритом, ґранатом; в магнетит-флюоритових скарнах із геденберґітом, ґранатом, везувіаном, гельвіном; гідротермальних жилах — із піритом, піротином, сфалеритом, кварцом, родонітом.
Входить до складу берилієвих руд.
Знайдений в штаті Нью-Гемпшир, Нью-Мексико (США), префектурі Хіросіма (Японія), Редруті (Корнуолл, Велика Британія), а також у Швеції, Росії, Казахстані, Західній Австралії.